# San Ponso
San Ponso é uma comuna italiana da região do Piemonte, província de Turim, com cerca de 265 habitantes. Estende-se por uma área de 2 km², tendo uma densidade populacional de 133 hab/km². Faz fronteira com Valperga, Salassa, Pertusio, Rivara, Busano, Oglianico.

## Demografia
| Variação demográfica do município entre 1861 e 2011                               |
|                                                                                   |
| Fonte: Istituto Nazionale di Statistica (ISTAT) - Elaboração gráfica da Wikipedia |